# Sam Rayburn (Teksas)
Sam Rayburn je naseljeno mjesto za statističke potrebe u američkoj saveznoj državi Teksas. Prema popisu stanovništva iz 2010. u njemu je živjelo 1.181 stanovnika.